# نووایا اسلوبودکا
نووایا اسلوبودکا (انگلیسی: Novaya Slobodka) یک شهرک در شهرستان ملئوزوفسکی استان باشقیرستان کشور روسیه است.